# Асінкріт
Асінкріт (Асігкріт, грец. Ασύγκριτος — незрівнянний) — один з апостолів від сімдесяти. Згадується один раз у Посланні апостола Павла до Римлян:«Вітайте Асинкрита, Флегонта, Єрма, Патрова, Єрмія і з ними братів» (Рим. 16:14).
Амвросій Медіоланський у своїх роздумах на Послання до Римлян запитує Павла: «навіщо разом їх вітаєш» і потім відповідає: «бо знав (апостол), що вони одностайні». У грецькій мінеї (Синаксар Никодима) під 8 квітня сказав: «подібно іншим (перш згаданим апостолам Агаву і Руфу) і Флегонт, і Асігкріт проповідували Євангеліє в різних країнах світу, багатьох невіруючих звернули у віру істинну, і, піддані різним мукам від юдеїв, померли в один і той же день і таким чином від Господа отримали царство небесне».
У церковній службі про Асінкріта говориться як про просвітителя і єпископа Ірканії: «Обрате тя, Асигкрите, реку вод исполненну Иркания Духа, и честными напоении твоими напоившися, принссе краснейшия Владыце прозябения». Також і церковні письменники (починаючи з Дорофея Тирського) стверджують, що Асінкріт був єпископом Ірканії в Малій Азії.
Пам'ять апостола Асинкрита відбувається в православній церкві 21 квітня (8 квітня за старим стилем) разом з апостолами Іродіоном, Агавом, Руфом, Флегонтом та Єрмою, а також 17 січня (4 січня за старим стилем) в день Собору Апостолів від сімдесяти.